# Santiago Saúl
Santiago Saúl Litwin (* 8. Januar 1993 in Montevideo) ist ein uruguayischer ehemaliger Fußballspieler.

## Karriere

### Verein
Der nach Angaben seines Vereins 1,78 Meter große Santiago Saúl ist der Sohn des Nacional-Funktionärs Alex Saúl. Der Stürmer absolvierte bereits ein Probetraining bei Manchester City. Zu einer Verpflichtung kam es letztlich aber nicht. Er stieß im Juli 2012 als Leihgabe Nacional Montevideos zu Juventud. In Apertura und Clausura 2012/13 bestritt er dort vier Partien in der Primera División. Nach der Spielzeit 2012/13 kehrte er zunächst zu Nacional zurück. Dort lief er für die in der Tercera División antretende U-23 der Bolsos auf, kam in der ersten Mannschaft jedoch nicht zum Einsatz. Im Juli 2015 wechselte er zum Club Atlético Cerro. In der Apertura 2015 wurde er siebenmal (kein Tor) eingesetzt. Im Januar 2016 schloss er sich dem Ligakonkurrenten Sud América an und lief fünfmal (kein Tor) in der Clausura auf. 2016 beendete Saúl die aktive Karriere.

### Nationalmannschaft
Bei der Makkabiade 2017 gehörte Saúl der uruguayischen Mannschaft an.